# 小佐手信房
小佐手 信房（おさて のぶふさ）は、戦国時代末期から江戸時代初期の武将。はじめ甲斐武田氏、のち徳川家家臣。

## 経歴・人物
はじめ武田勝頼に仕えるが、武田家没落後浪人となる。天正18年（1590年）に徳川家康に拝謁し、蔵米200俵を賜う。